# Kanton Voiteur
Kanton Voiteur (francouzsky Canton de Voiteur) je francouzský kanton v departementu Jura v regionu Franche-Comté. Tvoří ho 19 obcí.

## Obce kantonu
- Baume-les-Messieurs
- Blois-sur-Seille
- Château-Chalon
- Domblans
- Le Fied
- Frontenay
- Granges-sur-Baume
- Ladoye-sur-Seille
- Lavigny
- Le Louverot
- La Marre
- Menétru-le-Vignoble
- Montain
- Nevy-sur-Seille
- Le Pin
- Plainoiseau
- Saint-Germain-lès-Arlay
- Le Vernois
- Voiteur